# Андраде, Тиаго
Тиаго Эдуардо де Андраде (порт. Thiago Eduardo de Andrade); род. 31 октября 2000, Арарас, Сан-Паулу) — бразильский футболист, нападающий клуба «Шэньчжэнь Пэн Сити».

## Клубная карьера
Андарде — воспитанник клубов «Флуминенсе», португальского «Портимоненсе» и «Баия». 6 января 2021 года в матче против «Гремио» он дебютировал в бразильской Серии A в составе последнего. 20 января 2021 года в поединке против «Атлетико Паранаэнсе» Тиаго забил свой первый гол за «Баию».
10 апреля 2021 года Андраде перешёл в клуб MLS «Нью-Йорк Сити», подписав контракт до конца сезона 2024 с опцией продления на сезон 2025. Свой дебют в высшей лиге США, 19 июня в матче против «Нью-Инглэнд Революшн», он отметил голом.
3 апреля 2023 года Андраде вернулся играть на родину, отправившись в аренду в «Атлетико Паранаэнсе» до конца 2023 года с опцией выкупа.
8 февраля 2024 года Андраде отправился в аренду в клуб китайской Суперлиги «Шэньчжэнь Пэн Сити» до 31 декабря.

## Достижения
Командные
 «Нью-Йорк Сити»
- Чемпион MLS (обладатель Кубка MLS): 2021
- Обладатель Campeones Cup: 2022